# Armaggedon (Donjon)
Pour les articles homonymes, voir Armageddon (homonymie).
Armaggedon est le troisième album publié dans la série Donjon Crépuscule de la Saga Donjon, numéroté 103, dessiné par Joann Sfar, écrit par Lewis Trondheim et Joann Sfar, mis en couleur par Walter et publié en avril 2002.
Le titre « Armaggedon » s'orthographie volontairement avec deux « g » et un « d » et non « Armageddon ».

## Résumé
Après la perte de ses bras, le Roi Poussière se rend compte qu'il a gagné un pouvoir qu'il a déjà utilisé par le passé : il peut maintenant réanimer les morts, d'où son nom. Marvin Rouge l'avertit de l'approche des armées de la Géhenne et de Vaucanson. Il demande à tous de partir et de se réfugier chez le sage Poultorak, dans la Savane Babare. Une fois les armées arrivées, le Roi Poussière déclenche son pouvoir, et par là-même fait débuter la bataille de l'Armaggedon. Les troupes conjointes du Grand Khân et du Grand Duc sont défaites ; Papsukal est déchu, Elyacin devient le nouveau Duc.
Une fois la bataille terminée, le Roi Poussière se retrouve au milieu du désert avec Pipistrelle. Il est vite rejoint par Gilberto. Le Roi Poussière se rend compte qu'il a perdu son pouvoir et qu'il a récupéré l'immortalité. Il veut tout faire pour ne plus être immortel, et donc désire récupérer ses bras. Grâce au pouvoir de Gilberto, il les retrouve chez un marchand nain géant esclavagiste. C'est à ce moment-là que le monde se désagrège et se disperse en îlots flottants au-dessus d'un noyau de lave. Gilberto retrouve le nain géant au milieu de Poupoulou, la ville géante des Olfs. Mais elle est protégée par des monstres invisibles. Le nain, gravement blessé, leur apprend comment les éloigner, avant de mourir. Le Roi Poussière récupère ses bras, et Gilberto part à l'exploration de cette ville mystérieuse. Les Olfs sont de retour dans leur ville, massacrent les Invisibles grâce à leur roi revenu de parmi les morts, Bouboulou, et condamnent à mort le Roi Poussière et Gilberto. Durant leur procès, et à cause des herbes hallucinatoires des Olfs, ceux-ci revivent les pires moments de leur vie. Le Roi Poussière, se remémorant le jour où il est devenu aveugle, dévaste la salle du procès. Grâce à cela, le roi Poussière, Pipistrelle et Gilberto réussissent à s'enfuir et à se rendre à la Hutte aux esprits de Orlondow.